# 홍우석
홍우석(洪祐晳, 1864년 1월 3일 ~ 1926년 10월 20일)은 대한제국과 일제강점기의 관료 겸 법조인이다. 자는 중여(仲與), 본관은 풍산이며 본적은 경성부 서부(西部) 사동(篩洞)이다. 종종 일본어로 작성된 몇몇 문헌에서 한자로 홍우철(洪祐哲)이라고 잘못 표기되어 있는 경우가 있는데 이는 홍우석의 '석'(晳)과 모양이 비슷한 한자인 '철'(哲)을 혼동한 것으로 추정된다.

## 생애
1893년 2월 8일 문과에 급제했으며 부수찬과 사간원 정언에 올랐다. 1896년 황해도 연안군수를 역임했고 1897년 경기도 과천군수와 전라남도 장흥군수를 역임했다. 1898년 3월 26일부터 7월 3일까지 대한제국 중추원 의관을 역임했고 1899년 규장각 직각, 시강원 시독관, 장례원 상례(掌隷院 相禮), 비서원승(秘書院丞)을 역임했다. 1901년 7월 20일 궁내부 대신 비서관으로 임명되었으며 1901년 7월 27일부터 1902년 2월 23일까지 궁내부 대신 비서관 겸 장례원 장례(掌禮)를 역임했다. 1903년 10월 25일 중추원 의관으로 임명되었고 1904년 9월 23일 경상북도 순찰사로 임명되었다.
1905년 11월 13일부터 11월 16일까지 비서감승을 역임했고 1907년 중추원 부찬의, 평리원 판사, 강원도 선유사(宣諭使)를 역임했다. 1908년 대동학회 평의원 및 황해도 지방총무, 대동전문학교 교감, 대심원(大審院) 판사, 기호흥학회 회원 및 찬무원, 대동학회 경상도 지방총무, 대동학회 교육부장을 역임했으며 1909년 공자교회 상의원, 통감부 평양지방재판소 판사를 역임했다. 통감부 판사 재직 시절 의병장 허위, 의병 장경춘, 김봉기, 임응서, 오장경, 김경선, 이덕현 등 의병 전쟁 관련 재판 29건에 참여했다.
1910년 10월 1일부터 1913년 5월 1일까지 조선총독부 중추원 부찬의를 역임했으며 1912년 8월 1일 일본 정부로부터 한국병합기념장을 받았다. 1913년 6월 19일 변호사로 선임되었고 1919년 10월 29일과 11월 6일에 열린 3·1 운동 공판에서 변호인으로 참여했다. 1921년 10월 조선변호사협회 이사로 임명되었다. 친일파 708인 명단의 중추원 부문, 민족문제연구소의 친일인명사전 수록자 명단의 중추원 부문, 친일반민족행위진상규명위원회가 발표한 친일반민족행위 705인 명단에 포함되었다.

## 참고자료
- 친일반민족행위진상규명위원회 (2009). 〈홍우석〉. 《친일반민족행위진상규명 보고서 Ⅳ-19》. 서울. 653~676쪽.